# Nervijuncta abbreviata
Nervijuncta abbreviata är en tvåvingeart som beskrevs av Edwards 1927. Nervijuncta abbreviata ingår i släktet Nervijuncta och familjen hårvingsmyggor. Inga underarter finns listade i Catalogue of Life.